# ルーカス・ポドルスキ
ルーカス・ポドルスキ（独: Lukas Podolski, 本名 : ルーカス・ヨーゼフ・ポドルスキ, 独: Lukas Josef Podolski, 1985年6月4日 - ）は、ドイツのサッカー選手。ポーランド・グリヴィツェ出身のポーランド系ドイツ人。元ドイツ代表。ポジションは主にフォワードを務めるが、サイドハーフやトップ下としてもプレーする。ポーランド語の表記法ではウカシュ・ポドルスキ (Łukasz Podolski) 。愛称はポルディ。

## 生い立ち
ポーランド南部のシロンスク県グリヴィツェでサッカー選手の父・ヴァルデマール・ポドルスキと、ハンドボール選手の母・クリスティナ・ポドルスカとの間に生まれた。ヴァルデマールは1970年代から1980年代初頭にかけてグリヴィツェのクラブでプレーした経験があり、クリスティナはハンドボールポーランド女子代表に選ばれた経験を持つ。出身地のシレジア地方は1945年までドイツの領土だったが（旧ドイツ東部領土）、彼が2歳の時にポドルスキの一家が東方移民の末裔と認められて、両親とともに当時の西ドイツに移住した。
一家はノルトライン＝ヴェストファーレン州ケルン近郊のベルクハイムという町に移り住んだが、ドイツ国籍を取得したもののポーランド人であることを誇りに思い、家族とはポーランド語で会話したという。また、出身地のサッカークラブであるグールニク・ザブジェのファンであり、食事や音楽といった文化もポーランドのものを愛好した。

## クラブ経歴

### ケルン

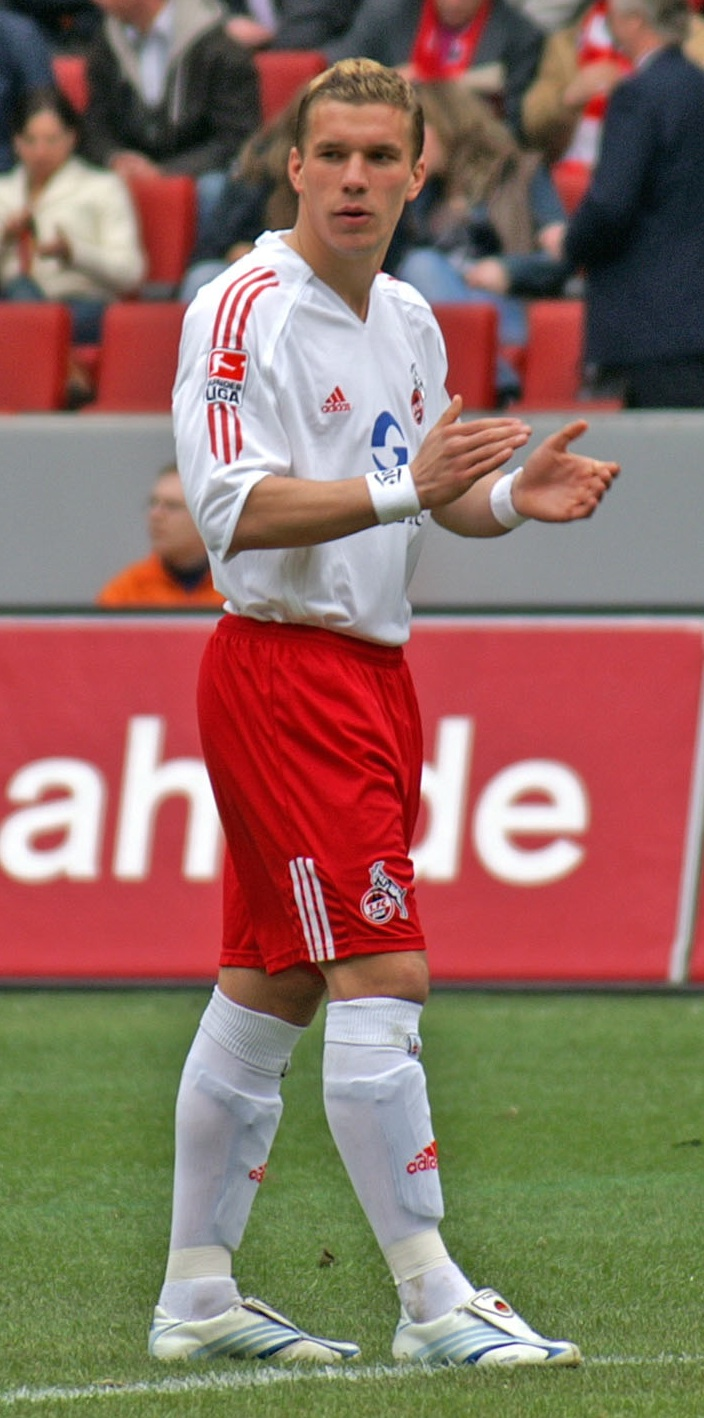
ケルン時代のポドルスキ（2006年）

ポドルスキは1991年にユーゲント07ベルクハイムに入団しサッカーを始めると、1995年に1.FCケルンの下部組織に入団。2003年にマルセル・コラーに抜擢されて、トップチームへの昇格を果たすと11月22日に行われたブンデスリーガ第13節のハンブルガーSV戦でデビュー。12月13日に行われたブンデスリーガ第16節のハンザ・ロストック戦で初得点を決めた。初年度はリーグ戦18試合に出場し8得点を記録したが、チームはシーズンを通じて成績が低迷し2部リーグ降格という結果となった。その一方でメディアからは「プリンツ・ポルディ」「1.FCポドルスキ」と称されるなどの人気選手となった。2004-05シーズンに24得点をあげて得点王となり2部リーグ優勝と1部リーグ昇格へと導くと、2005-06シーズンにはリーグ戦32試合に出場し12得点と、3季連続で二桁得点をあげる活躍を見せたがチームは17位に沈みふたたび2部リーグへと降格した。

### バイエルン·ミュンヘン
ケルンとの契約は2008年まで残っていたが、ヴェルダー・ブレーメンやハンブルガーSVなどからオファーを受けると、最終的にU-21ドイツ代表時代のチームメイトであるバスティアン・シュヴァインシュタイガーの在籍するバイエルン・ミュンヘンへの移籍を選択。2006 FIFAワールドカップ開幕前の2006年6月1日、バイエルンへの移籍が発表された。契約期間は2010年までの4年間で、移籍金は1000万ユーロ（約14億4000万円）と推定されている。ケルンの会長を務めるヴォルフガング・オヴェラートは「我々は彼をもう1年間引き留めることができたが、問題は2部リーグという舞台が彼に相応しいのかということだ。バイエルンでチャンスを掴むことは容易ではないがルーカスは過去20年間においてドイツで最も偉大な才能を持つ選手であり、多くを学ぶ必要がある」と語った。
移籍初年度の2006-07シーズンはフェリックス・マガト監督の下でシーズン前半は控えに回ることが多く、2006年10月には練習中にマルク・ファン・ボメルと接触した際に右足首を負傷し1か月欠場、シーズン後半は監督がオットマー・ヒッツフェルトに交代したものの、2007年4月25日の練習中に左膝を痛め精密検査の結果、左ひざの軟骨を損傷していることが判明したため残りの試合を欠場することになった。リーグ戦で22試合に出場し4得点に留まった。
2年目の2007-08シーズン、バイエルンはイタリア代表のルカ・トーニとフランス代表のフランク・リベリー、ドイツ代表のミロスラフ・クローゼを補強するなど大幅補強を実施。ヒッツフェルト監督の下でブンデスリーガとDFBポカールの二冠を達成し自身として初のメジャータイトルを獲得したが、シーズンを通じてはトーニ、リベリー、クローゼの加入により出場機会が減少。これに不満を持ったポドルスキは移籍を希望し、イングランドのマンチェスター・シティFCやトッテナム・ホットスパーFC、イタリアのユヴェントスFC、ドイツのヴェルダー・ブレーメンやVfBシュトゥットガルト、さらに翌シーズンからの1部復帰が決定した古巣のケルンなどが関心を示した。
3年目の2008-09シーズンは元ドイツ代表監督のユルゲン・クリンスマンが監督に就任したがクリンスマンの下でもトーニとクローゼに次ぐ3番手の扱いを受けており、2008年11月には2008-09シーズン冬季の移籍市場の解禁と共にバイエルンを退団するとの意向を示すと、2009年1月19日に翌シーズンからのケルンへの移籍が決まった。

### ケルンへの復帰
ケルンがポドルスキの獲得のために支払った移籍金は1000万ユーロ（約11億8400万円）と推定され、サッカーファンとしても知られるF1ドライバーのミハエル・シューマッハはケルンの公式ホームページ上の広告スペース（875ユーロ、約10万8000円）分を購入する形で資金援助を行ったという。契約期間は2013年までの4年間となっているが、契約内容には「ケルンがブンデスリーガ2部へ降格しない」との条件が含まれている。
2009年6月25日に入団会見を行い3シーズンぶりに復帰し、2009-10シーズンは27試合で2得点。元西ドイツ代表選手で指導者のウリ・シュタインは「ポドルスキを指導した全ての指導者に尋ねたところ、彼らがこれまでに関わった中で最も怠惰な選手だということが確認できた。彼は何もしていない」として批判をした。
2010-11シーズンはケルンの下部組織を指導していたフランク・シェーファーが監督に就任。ポドルスキはシェーファーからウインターブレイク中にキャプテンに任命されたことや、シーズン途中からトップ下のポジションに固定され守備の負担を軽減されたこともあって復調を果たし、リーグ戦後半だけで16試合で9得点をあげる活躍を見せ、シーズン通算では32試合に出場し13得点を記録した。
2011-12シーズンはノルウェーのストーレ・ソルバッケンが監督に就任。ソルバッケンの下ではキャプテンの任を外されたが、リーグ戦29試合に出場し18得点を記録した。その一方でチームはシーズンを通じて下位に低迷し17位という成績で2部リーグに降格した。

### アーセナル

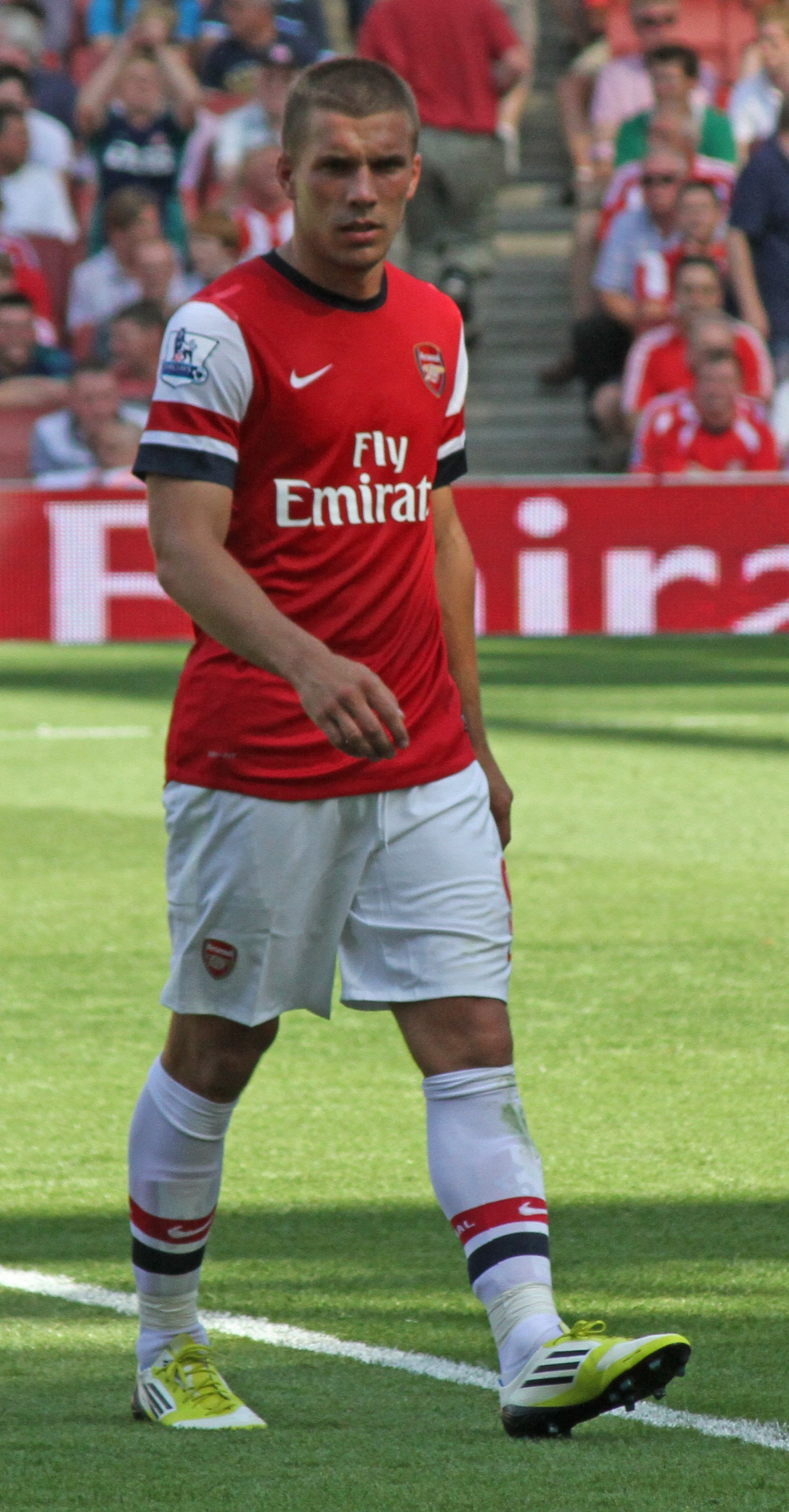
アーセナル時代のポドルスキ（2012年）

2012年4月30日、イングランド・プレミアリーグのアーセナルFCへの移籍が発表された。移籍金は約1300万ユーロ（約13億7500万円）と推定されている。
同年8月18日に行われたサンダーランドAFC戦でリーグ戦デビューを果たし、9月2日に行われたリヴァプールFC戦で初得点を決めた。初年度の2012-13シーズンはリーグ戦では33試合に出場し11得点、UEFAチャンピオンズリーグ 2012-13では6試合に出場し4得点を記録するなど公式戦通算では42試合に出場し16得点を記録した。
2年目の2013-14シーズンは2013年8月27日に行われたUEFAチャンピオンズリーグ 2013-14プレーオフのフェネルバフチェSK戦でハムストリングを負傷し長期間の離脱を余儀なくされたが、同年12月26日に行われたウェストハム・ユナイテッドFC戦で復帰するとオリヴィエ・ジルーのアシストから得点を決めて勝利に貢献。このシーズンは怪我による離脱もありリーグ戦では20試合に出場し8得点、シーズン通算でも27試合に出場し12得点という結果となったが、リーグタイトルは逃したもののFAカップ決勝のハル・シティAFC戦では61分まで出場し、アーセナルでの初タイトルを獲得した。
2014-15シーズンは2014年10月22日に行われたUEFAチャンピオンズリーグ 2014-15 グループリーグのRSCアンデルレヒト戦で1得点、12月9日に行われたガラタサライSK戦で2得点をあげる活躍を見せた。一方、プレミアリーグでは12月末の時点で先発出場は1試合もなく7試合に交代出場したのみに終わったことから、出場機会の減少を理由として移籍の可能性を模索するようになった。これに対してイタリアのSSCナポリ やインテル・ミラノ、スペインのアトレティコ・マドリード、ロシアのディナモ・モスクワなどが関心を示したが、監督のアーセン・ベンゲルはポドルスキの移籍を否定した。また、ポドルスキの古巣のケルンは500万ユーロと推定される移籍金を支払うことは不可能であるとして獲得の可能性を否定した2015年1月5日、イタリア・セリエAのインテル・ミラノに期限付き移籍することが発表された。契約期間は2015年6月までとなっている。同年1月6日に行われたユヴェントス戦でデビューを飾り、4月28日に行われたウディネーゼ戦で初得点を決めたが、同時期にバイエルン・ミュンヘンからレンタル移籍をしたジェルダン・シャチリと比べて結果を残せず、契約期間満了後に『ビルト』紙の取材に対して「インテルへの移籍は失敗だった」と語り、後年2020年に受けた取材でも「今だったらインテルへのローン移籍には同意しないだろう」と述べている。

### ガラタサライ
2015年7月4日、トルコ・スュペル・リグのガラタサライSKに完全移籍することが発表された。移籍金は250万ユーロ（約3億4000万円）。契約期間は3年で、1年の契約延長オプションが付いている。2015-16シーズンのガラタサライは2016年5月19日に行われたカイセリスポル戦の結果、リーグ戦6位となったが自身は通算13得点を記録し、同年5月26日に行われたテュルキエ・クパス決勝のフェネルバフチェSK戦では決勝点を決めタイトル獲得に貢献した。
2016-17シーズンは膝や太腿の怪我により出遅れ、リーグ戦では2017年3月の時点で15試合4得点に留まった。一方、カップ戦では好調なプレーを維持し、2016年10月25日に行われたデルシムスポル戦でハットトリック、2017年1月17日に行われたエラズースポル戦では2得点、同年1月24日に行われたエルズィンジャンスポル戦では5得点をあげる活躍を見せた。
2017年6月3日に行われたコンヤスポル戦が最後の試合出場となった。試合は2-1のスコアでガラタサライが勝利し、リーグ4位という成績でシーズンを終えた。ガラタサライでの主な成績はスュペル・リグ56試合出場20得点、テュルキエ・クパス9試合出場12得点、テュルキエ・スペル・クパス2試合出場となっている。

### ヴィッセル神戸
2016年12月頃よりポドルスキの移籍報道が飛び交うようになり、来期の移籍先としてヴィッセル神戸や北京中赫国安足球倶楽部の名前が挙がった。 一時は北京国安への移籍が秒読み段階にまで入っていたが、「ポドルスキはPM2.5による有害スモッグを理由に北京移籍を躊躇っている」と言われ、中国メディア『捜狐体育』は移籍先が広州足球倶楽部になると報じた。
2017年1月16日、複数のドイツメディアがポドルスキの神戸移籍を報じた。当初はトルコでのシーズン終了後に3年総額18億円での移籍と報じられていた が、ガラタサライが2月27日に行われたベシクタシュJKとのダービーに敗れた翌2月28日にトルコ地元紙『フォトマチ』がポドルスキがガラタサライを退団し神戸に移籍すると報じた。神戸は2月25日のJ1リーグ開幕戦にてFWレアンドロが全治半年の怪我を負い、前年の得点王を欠いての戦いを強いられることになっていた。同『アクシャム』も「ポドルスキは今日チームメートに別れを告げ、日本でキャリアを続ける」と報じた。
3月2日、神戸が公式に移籍を発表した。移籍金は260万ユーロ（約3億1千万円）で、移籍時期については当初報じられた通りトルコでのシーズン終了後になった。『ケルナー・シュタット＝アンツァイガー』によれば契約期間は2年半で神戸からポドルスキに支払わられる給与総額は手取りで1900万ユーロ（約23億円）、年俸に換算すると760万ユーロ（約9億6千万円）と推定される。
7月6日、新加入会見を行い、チームに合流すると、7月22日に行われたプレシーズンマッチのベガルタ仙台戦で日本デビューを飾った。7月30日に行われたJ1第19節・大宮アルディージャ戦でJ1デビューを果たし、2得点を挙げてチームの勝利に貢献した。加入1年目となった2017年シーズンは半年で15試合5得点と満足のいく結果は出せず、本人も「僕ももっとゴールを決められたはず」と語った。
2018年シーズンよりキャプテンに就任。神戸の外国人主将は、鄭又榮が2015年に務めた以来2人目となる。6月28日、合宿中に左足内側楔状骨を剥離骨折し離脱。8月に復帰後は、同月11日に行われたジュビロ磐田戦でシーズン途中に加入した元スペイン代表のアンドレス・イニエスタのJリーグ初ゴールをアシストし、11月3日の名古屋グランパスエイト戦では、イニエスタのパスから得点を挙げた。この磐田戦と名古屋戦の得点はJ1リーグの年間最優秀ゴール賞にノミネートされた。
2019年もキャプテンとしてプレー。3月17日に行われた第3節の清水エスパルス戦でシーズン初ゴールを決めた。試合の4日前に春場所を観戦した事もあり、ゴール後に四股を踏む相撲パフォーマンスを披露した。4月17日に監督のフアン・マヌエル・リージョの契約解除を受けて、神戸のキャプテンを降りる事を自身のツイッターで報告した。6月に入ると原因不明の体調不良により試合を欠場し、検査でドイツに一時帰国。真珠腫性中耳炎という診断を受け、ドイツ時間の6月12日に手術を行った。手術は成功し、8月にチームに合流した。8月18日に行われた天皇杯・第4回戦の川崎フロンターレ戦にて実戦復帰を果たした。しかし、復帰後は、イニエスタ、ビジャ、ダンクレー、サンペールに加え、夏に加入したDFトーマス・フェルマーレンがレギュラーに定着したことにより、外国籍選手出場枠の影響でメンバー外となる試合も多くなり、シーズン後の退団の可能性について言及することもあった。第34節磐田戦で来日初のハットトリックを達成した。
2020年1月1日に行われた天皇杯決勝・鹿島アントラーズ戦では先発出場し、神戸の1点目(鹿島のオウンゴールを誘発)につながるクロスを送るなど、神戸の初タイトル獲得に貢献した。その後、同月18日に契約満了に伴い退団が発表された。神戸での通算成績は60試合17ゴール12アシスト。
1月21日、1.FCケルンの関係者と面談し、将来的にケルンのチームフロントなどの役職に加わることなどで合意したと報じられた。

### アンタルヤスポル
2020年1月23日、スュペル・リグのアンタルヤスポルへの入団が発表された。約2年半振りのトルコ復帰となった。背番号は「11」。移籍3試合目の2月23日マラティヤスポル戦で87分から途中出場、2分後に移籍後初ゴールとなる決勝ゴールを決めた。

### グールニク・ザブジェ
2021年7月5日、グールニク・ザブジェと契約した。2022年クラブとの契約を1シーズン延長した。
2024年10月11日、2025年まで契約を残し現役を続けるが、ケルンで事実上の引退試合を開催。マヌエル・ノイアーやローマン・ヴァイデンフェラーなどが参加し、ケルン時代にチームメイトだった槙野智章やグールニク・ザブジェに所属する古川陽介も試合に出場した
。試合後に神戸時代にチームメイトだったアンドレス・イニエスタからビデオメッセージが送られた。

## 代表経歴
ポドルスキは2001年にU-17ドイツ代表に選出されたことを皮切りに各年代の代表に招集され、2004年にはバスティアン・シュヴァインシュタイガーらと共にU-21ドイツ代表としてUEFA U-21欧州選手権2004に出場したがグループリーグで敗退した。ポドルスキはポーランド国籍も有しているためポーランド代表としてプレーすることも可能だったが、ポーランドサッカー協会は国外に在住するポーランド国籍の選手の招集について関心を示すことはなかった。
2004年6月、ルディ・フェラーが監督を務めるドイツ代表にパウル・フライアーの代役として初招集されると、6月6日に行われたハンガリー代表との国際親善試合において74分にフレディ・ボビッチとの交代で出場し代表デビューをした。さらにポルトガルで開催されたUEFA EURO 2004の最終代表メンバーに選出され、6月23日に行われたグループリーグ最終戦のチェコ代表戦に出場した。
フェラーの後任として監督に就任したユルゲン・クリンスマンの下でも引き続き代表メンバーに招集され、同年12月21日に行われたタイ代表戦で初得点を記録。2005年6月に行われたFIFAコンフェデレーションズカップ2005の代表メンバーに選出されると、4試合に出場し3得点をあげる活躍を見せ同国の3位入賞に貢献した。

### 2006 FIFAワールドカップ

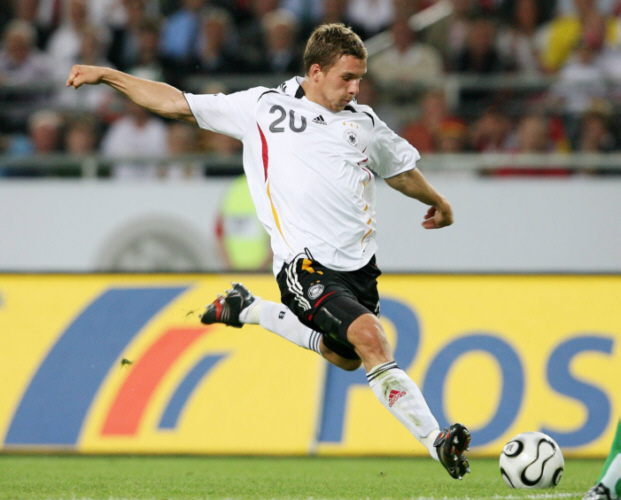
2006年のポドルスキ

地元ドイツで開催された2006 FIFAワールドカップでは、同じポーランド系のミロスラフ・クローゼと2トップを組み攻撃陣を牽引。2006年6月20日に行われたグループリーグ最終戦のエクアドル代表戦では57分に右サイドを突破したベルント・シュナイダーのクロスを受けて3点目のゴールを決め、決勝トーナメント1回戦のスウェーデン代表戦では4分に相手キーパーのアンドレーアス・イサクソンが弾いたボールをゴールに流し込み先制すると、12分にはクローゼとのパス交換からゴール前に飛び出し2点目のゴールを決め2-0の勝利に貢献。ポドルスキはこの大会で全7試合に出場し3得点をあげると、ポルトガルのクリスティアーノ・ロナウドやアルゼンチンのリオネル・メッシやスペインのセスク・ファブレガスらを抑えて国際サッカー連盟 (FIFA) が選ぶ最優秀若手選手賞を受賞した。選考理由についてFIFA技術委員会委員長のホルガー・オジェックは｢ポドルスキは3得点だけでなく、ドイツ攻撃陣の重要な役割を担った。彼はクローゼとの相互理解を示し、両者は非常に効果的なコンビネーションを形成した｣と語った。

### UEFA EURO 2008
クリンスマンの後任として監督に就任したヨアヒム・レーヴの下でも引き続き代表メンバーに招集され、2006年9月26日に行われたUEFA EURO 2008予選のサンマリノ代表戦では自身としては1試合最多となる4得点をあげる活躍を見せたが、所属クラブのバイエルン・ミュンヘンでの低調なパフォーマンスや、同じポジションを務めるマリオ・ゴメスの台頭もあり、2008年6月にオーストリアとスイスで共同開催されるUEFA EURO 2008の大会直前にはレギュラーの座は確かなものではなかった。
グループリーグでは4-4-2フォーメーションの2トップの一角をゴメスに譲り左サイドハーフとして先発し、初戦のポーランド代表戦では、20分にゴメスからのパスに反応したクローゼがゴール前へ折り返したボールを冷静に流し込み先制すると、72分にはクローゼのキックミスしたボールに反応して強烈なボレーシュートを決め2-0の勝利に貢献した。ドイツ代表は欧州選手権では1996年の優勝以来不振が続いていたが、ポーランド戦の勝利は1996年大会決勝のチェコ代表戦以来のことで、1試合2得点も同決勝でのオリバー・ビアホフ以来のこととなった。第2戦のクロアチア代表戦は1-2と敗れたものの、79分に相手DFがクリアしたボールを第1戦と同様にボレーシュートで決めた。決勝トーナメントでは4-2-3-1フォーメーションに変更されたがポドルスキはグループリーグと同様に左サイドハーフを担当。準々決勝のポルトガル代表戦では22分にミヒャエル・バラックのスルーパスに抜け出し左サイドを突破すると、ゴール前に高速クロスを供給しシュヴァインシュタイガーの先制点をアシスト。準決勝のトルコ代表戦では26分に左サイドの突破からシュヴァインシュタイガーの同点ゴールをアシストした。決勝ではスペイン代表に敗れ優勝を逃したものの、得点ランキングではロシアのロマン・パヴリュチェンコと並んで2位となり大会終了後にはシルバーシューを受賞、欧州サッカー連盟 (UEFA) 技術委員による大会優秀選手に選ばれた。

### 2010 FIFAワールドカップ

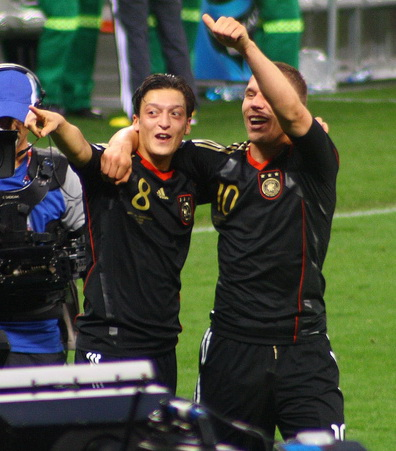
2010 FIFAワールドカップ準々決勝・アルゼンチン戦でのポドルスキ。左隣はメスト・エジル

2008年9月より始まった2010 FIFAワールドカップ・ヨーロッパ予選においても主力を担い9月6日に行われたリヒテンシュタイン代表戦では通算30得点目を記録。23歳3ヶ月と2日での記録達成はドイツ代表として史上最年少記録であり、ブラジルのペレやロナウド、スウェーデンのスヴェン・リデル、ハンガリーのフェレンツ・プスカシュやシャーンドル・コチシュ、トリニダード・トバゴのスターン・ジョンの記録に続いた。クローゼの7得点に次ぐ6得点をあげて予選突破に貢献したが、一方で2009年4月1日に行われた同予選のウェールズ代表戦においてミヒャエル・バラックから戦術的な注意を受けたことに対して立腹し、平手打ちをする騒動を起こした。バラックは試合後に「私はキャプテンとして戦術面の問題のことで注意をした。彼はまだ若く学習しなければならないことは多い。彼はこのことを受け入れなければならない」と語り、ポドルスキは過剰な反応だったとして謝罪した。ドイツサッカー連盟 (DFB) は処罰を見送る方針だったが国内メディアの批判を受けて5000ユーロの罰金を科した。
2010年に南アフリカ共和国で行われる本大会の代表メンバーに選出。グループリーグ初戦のオーストラリア代表戦では8分に、右サイドからペナルティエリア内に侵入したトーマス・ミュラーの折り返しをクローゼがスルーしたボールを左足で決め先制点を挙げると、68分にはシュヴァインシュタイガーとのパス交換から中央を突破しミュラーの得点をアシストし4-0と勝利した。グループリーグ第2戦のセルビア代表戦では後半にメスト・エジルのアシストからの2度の決定機を外し、60分にはネマニャ・ヴィディッチがペナルティエリア内でハンドの反則を犯したことにより獲得したPKをヴラディミル・ストイコヴィッチに阻まれ0-1と敗れたが、決勝トーナメント1回戦のイングランド代表戦では32分に右サイドでのパス交換から抜け出したミュラーからの折り返しを、左サイドに開いた位置からエリア内へ走り込んだポドルスキが決め2点目の得点を挙げるなど4-1と勝利。準々決勝のアルゼンチン代表戦では68分にミュラーのポストプレーから左サイドのペナルティエリア内に侵入、中央に位置するクローゼの得点をアシストするなど4-0と勝利。準決勝のスペイン戦にも出場したが0-1と敗れ、3位決定戦のウルグアイ代表戦は風邪の影響もあり出場機会はなかった。

### UEFA EURO 2012

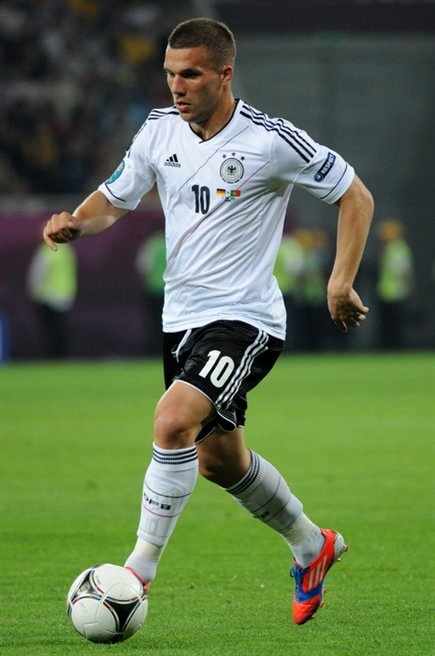
UEFA EURO 2012でのポドルスキ

2012年5月、ポーランドとウクライナで共同開催されるUEFA EURO 2012の代表メンバーに選出されると、グループリーグ3試合に先発出場し最終戦のデンマーク代表戦では国際Aマッチ100試合出場を達成。デンマーク戦では19分にミュラーからゴメスへとつないだボールに素早く反応し先制点を挙げる活躍を見せた。一方で準々決勝のギリシャ代表戦では若手選手のアンドレ・シュールレが左サイドのポジションで起用されたため出場機会はなく、準決勝のイタリア代表戦では先発メンバーに復帰したものの45分間の出場のみでマルコ・ロイスと交代、試合も1-2で敗れた。優勝候補と目されながら準決勝敗退という結果に終わり、ポドルスキ自身も周囲の期待に反するパフォーマンスに終わったことから、代表OBのトーマス・ドルは「準決勝の舞台では最良の人選を行わなければならない。イタリア戦では勝者のメンタリティを欠いていた」とレーヴの起用法を批判し、同じく代表OBのトーマス・ヘルマーは「ポドルスキは準々決勝のギリシャ戦を欠場したにもかかわらず、イタリア戦では変化がなかった。全く理解ができない」と批判した。

### 2014 FIFAワールドカップ
2013年にアメリカ合衆国のマイアミで行われたエクアドル代表との親善試合ではキックオフ直後のボールにチェイシングを掛け、開始9秒という代表最速記録で先制するなど2得点をあげて勝利に貢献した。その一方でEURO 2012以来、同じポジションを務めることができるシュールレやロイスらの台頭もありドイツ代表での不要論も沸き起こったが、レーヴ監督は「彼はこれまで何度も重要な仕事をしてきた。チーム内に競争はあるが、今も彼は必要不可欠な選手だ」として擁護した。

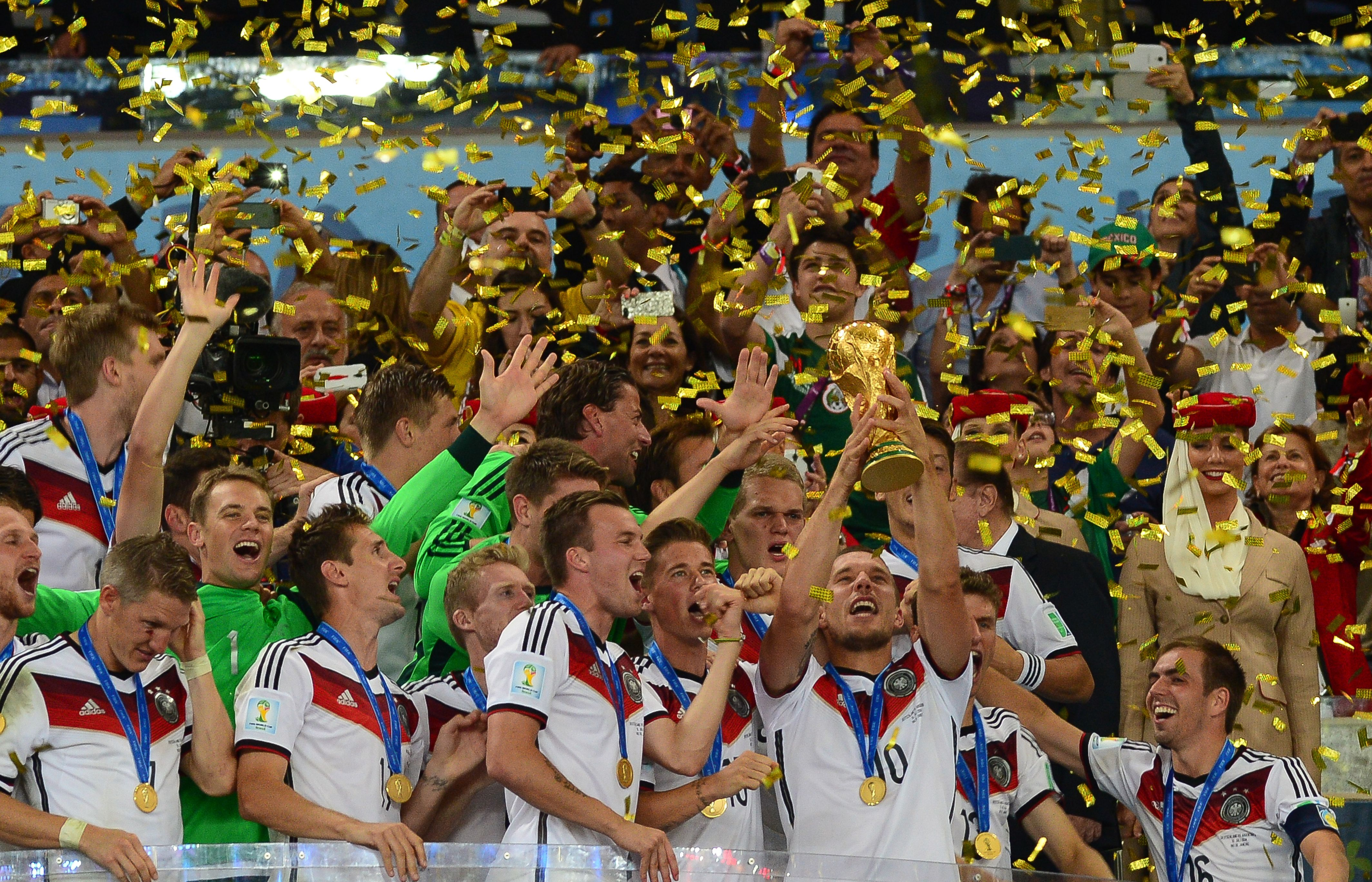
優勝トロフィーを掲げるポドルスキ（前列右から2人目）。自身は怪我の影響もあり2試合の出場に止まった。

2014年6月2日、ブラジルで行われる2014 FIFAワールドカップの代表メンバーに選出され、6月6日に行われたアルメニア代表との国際親善試合では左足首を負傷したロイスに代わって交代出場すると1得点3アシストの活躍を見せ6-1と勝利した。グループリーグ初戦のポルトガル代表戦では途中交代で出場し、最終戦のアメリカ代表戦では先発出場をしたが太腿の筋肉を痛めたこともあり、その後は欠場した。この大会でドイツは24年ぶり4回目の優勝を成し遂げたが、ポドルスキは2試合で53分間の出場という結果となった。
大会後、フィリップ・ラームやペア・メルテザッカーや長年に渡ってコンビを組んだクローゼが代表からの引退を表明したが、ポドルスキは「まだハングリーだ。ワールドカップのタイトルという望みを超えるものは存在しないが、今でも私はドイツ代表の試合に大きな喜びを感じている。ブラジルで出場機会がなく代表に留まることが不可能と感じていたら引退を検討するべきだったが、そうは感じていない」として代表を続ける意向を示したが、2015年には『ビルト』紙の取材に対して「欧州選手権が最後の主要な大会になる」との意向を示した。

### UEFA EURO 2016と代表引退
2016年5月31日、フランスで開催されるUEFA EURO 2016の代表メンバーに選出された。同年6月26日に行われた決勝トーナメント1回戦のスロバキア代表戦に出場し、試合は3-0でドイツが勝利したがこれが最後の国際大会出場となった。
同年8月15日、ドイツ代表からの引退を発表した。友人のシュヴァインシュタイガーとともに8月31日に行われる国際親善試合のフィンランド代表戦において引退試合が行われることになったが、怪我のため出場を取りやめ、後日改めて引退試合が行われることになった。
2017年3月17日、国際親善試合のイングランド代表戦（同22日）と2018 FIFAワールドカップ・予選のアゼルバイジャン代表戦（同26日）に臨む代表に選出された。すでに代表からの引退を表明しているポドルスキにとっては、イングランド戦が代表引退試合となった。試合は69分にポドルスキがミドルシュートを決め1-0のスコアでイングランドに勝利、通算記録を130試合出場49得点として13年間の代表でのキャリアを終えた。

## 人物

### プレースタイル

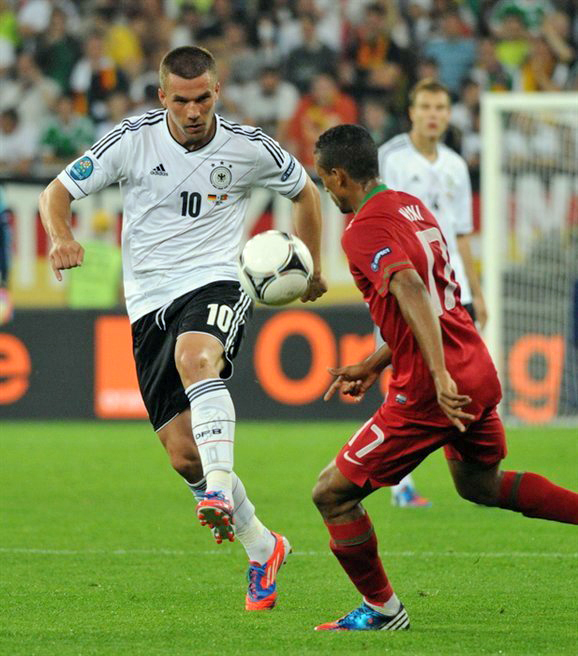
UEFA EURO 2012でポルトガル代表のMFナニとマッチアップするポドルスキ

左足から放たれる強力なシュートが持ち味であり、スピードを生かした縦への突破からゴール前の味方選手に対してライナー性の高速クロスを供給するなどチャンスメイク能力も高い。ポジションはセンターフォワード、トップ下、左右のサイドハーフを務めることが可能で、サイドで起用された際には「囮のフォワード」としての役割を担うが、本人は中央でのプレーが最適と考えている。その反面、「サイドでは常に上下動を繰り返さなければならず、守備面の約束事が増える」と語るように 守備意識が低くディフェンスを疎かにする傾向がある。

### 人となり
日常生活では人をからかうことを好み、真面目なのか不真面目なのかよくわからないタイプだという。ドイツのタブロイド紙『ビルト』が2006年にドイツ代表を特集した際には「いつも冗談を言っている人」と紹介している。ムードメーカーや、サービス精神が旺盛な人物とも評されるが、生意気な性格と見做されることもある。その一方で「私の身体の中に二つの心臓が鳴り響いている」と語るなど ドイツとポーランドのどちらの立場に立つのかを明確にアピールすることはない。2008年に行われたUEFA EURO 2008ではグループリーグでポーランド代表と対戦し、ポドルスキの2得点でドイツが勝利したが得点後のゴールパフォーマンスは自粛している。
試合では気性の荒さを見せることがあり、審判の死角をついて相手選手を故意に挑発し苛立たせることが度々ある。2006年にスウェーデン代表と親善試合を行った際、試合後にスウェーデンのアンデシュ・スヴェンソンはポドルスキの姿勢を批判した。また、2009年4月1日に行われた2010 FIFAワールドカップ・ヨーロッパ予選のウェールズ代表戦ではミヒャエル・バラックから試合中に叱責を受けたことに対して、暴言を吐き平手打ちをする騒動を起こしたが後に謝罪した。
私生活では一般女性と2004年より交際を始め2008年4月に一児をもうけた。2011年4月に入籍し、同年6月にポーランドのカミオンナという村の教会で結婚式を行った。

### その他
- 歌手のユルゲン・ミルスキ（ドイツ語版）は2005年にポドルスキを歌った「Lu-Lu-Lu-kasSong」という楽曲を発表した[173]。ロックバンドのブリングス（ドイツ語版）は2012年に「Halleluja」という楽曲のリミックス版を発表したが、レコーディングにはポドルスキもゲスト参加した[174]。
- 2006年、西部ドイツ放送協会（WDR）傘下の若者向けラジオ放送局「アインス・ライフ（ドイツ語版）」は『ルーカス日記』（ドイツ語: Lukas' Tagebuch）と題した架空のコメディを発表した[175]。ポドルスキは番組の内容が名誉棄損にあたると主張し弁護士を通じて番組の差し止めを申請したが、WDRは番組の継続を発表[176]。これに対してドイツサッカー連盟 (DFB) も全面的な支援を約束し[176]、WDRに対して訴訟を起こしたが1年後の2007年に訴えを取り下げた[177]。
- F1ドライバーのミハエル・シューマッハとは親交があり、彼が2013年12月のスキー中の事故により昏睡状態となるとソーシャルメディアを通じて励ましのメッセージを頻繁に送り、2014年5月に行われたFAカップ決勝のハル・シティAFC戦では「Keep Fighting Michael」と書かれた特製シューズを履いて試合に出場した[178]。また、同年6月に行われた2014 FIFAワールドカップの開幕前には「ドイツ代表の選手全員がミハエルの回復を願っている。もしワールドカップで優勝できたら、彼にとって多くの喜びとなるだろう」と意気込みを語った[179]。
- 日本の漫画『キャプテン翼』のファンであり、試合で常用しているシンガードには登場人物である日向小次郎のイラストが入っている[180][181]。日向のイラストを入れている理由については「自分と似ている選手。利き足が違うだけで、すごく似ていると思う」と語っている[181]。また、右足に大空翼、利き足の左足に日向のイラストの入ったサッカーシューズも所有しており、ヴィッセル神戸での公式デビュー戦となった大宮アルディージャ戦で着用している[182]。
- 幼少期を過ごしたベルクハイムに自身の名を冠したルーカス・ポドルスキ・シュポルトパルクというスタジアムを建設。地元のヒラル・ベルクハイム（ドイツ語版）がホームスタジアムとして使用している[183]。
- ヴィッセル神戸に在籍中の2017年7月21日にKoboパーク宮城で開催された日本プロ野球の東北楽天ゴールデンイーグルスの試合前の始球式を務め、ストライクゾーンに近いところへ投球した[184]。
- 大相撲力士の豊ノ島と親交がある。2018年9月には、豊ノ島の応援に9月場所を観戦した。その際に美容外科医・タレントで好角家である高須克弥と遭遇したことがニュースになった[185]。
- ビジネス展開にも意欲的で、アパレルブランド「STRASSENKICKER（シュトラーセンキッカー、ストリートキッカー）」[186] をはじめ、地元ケルンではケバブ店「Mangal Döner」[187] やアイスクリーム店「Ice Cream United」[188] の経営にも関わっている。
  - アパレルブランド「STRASSENKICKER」は、神戸在籍時には神戸のホームゲームや日本向けのネット通販で日本でも購入可能であった。また、2019年には『キャプテン翼』とコラボし、ポドルスキと日向小次郎が描かれたアイテムなどが販売された[189]。
  - アイスクリーム店「Ice Cream United」は、2022年4月に神戸のumie MOSAIC内にオープン。アイスクリーム店は日本が初海外出店である[190]。オープンしたのが、神戸を退団した後であるが、定期的にヴィッセル神戸の選手達が一日店長になるイベントなどが行われている。
- 愛車だったメルセデス・ベンツ・SLKクラスはメルセデス・ベンツ博物館に展示されている。
- Jリーグについては、2018年の時点で「(リーグのレベルは)ヨーロッパの選手やチームと比べることは難しいが、昨年は浦和がアジア王者に輝いたように、アジアの中ではナンバーワンだと思う」「ポテンシャルはある。ただし、その力は十分に生かし切れていない。Jリーグが前に進むために、必要なことはまだまだあると思う」と述べ、物足りない点については「ヨーロッパから多くを学ぶべきだ。そのうえでオリジナリティを出していってほしい。個人的には、日本ではいろんな部分でスピードが遅い。なかなか外のやり方を受け入れなかったり、話し合うだけでなかなか物事が進まなかったり……。もっと積極的に受け入れて、いろんなことにチャレンジすればいい。まずは行動に移し、良い部分を取り入れて、合わなければ捨てればいい。発展の余地は大きく残されているのだから、まずはいろんなことを試してみることが大事だと思うね」と述べている[191]。

## 個人成績

### クラブでの成績
出典
| クラブ成績               | クラブ成績 | クラブ成績           | クラブ成績 | リーグ | リーグ | カップ | カップ | リーグ杯 | リーグ杯 | UEFA/AFC | UEFA/AFC | 通算 | 通算 |
| クラブ                   | 背番号     | リーグ               | シーズン   | 出場   | 得点   | 出場   | 得点   | 出場     | 得点     | 出場     | 得点     | 出場 | 得点 |
| ------------------------ | ---------- | -------------------- | ---------- | ------ | ------ | ------ | ------ | -------- | -------- | -------- | -------- | ---- | ---- |
| 1.FCケルンII             |            | レギオナルリーガ北部 | 2002-03    | 1      | 0      | –      | –      | –        | –        | –        | –        | 1    | 0    |
| 1.FCケルンII             | 36         | レギオナルリーガ北部 | 2003-04    | 1      | 0      | –      | –      | –        | –        | –        | –        | 1    | 0    |
| 1.FCケルンII             | 小計       | 小計                 | 小計       | 2      | 0      | –      | –      | –        | –        | –        | –        | 2    | 0    |
| 1.FCケルン               | 36         | ブンデスリーガ       | 2003-04    | 19     | 10     | 1      | 0      | –        | –        | –        | –        | 20   | 10   |
| 1.FCケルン               | 10         | 2. ブンデスリーガ    | 2004-05    | 30     | 24     | 2      | 5      | –        | –        | –        | –        | 32   | 29   |
| 1.FCケルン               | 10         | ブンデスリーガ       | 2005-06    | 32     | 12     | 1      | 0      | –        | –        | –        | –        | 33   | 12   |
| 1.FCケルン               | 小計       | 小計                 | 小計       | 81     | 46     | 4      | 5      | –        | –        | –        | –        | 85   | 51   |
| バイエルン・ミュンヘン   | 11         | ブンデスリーガ       | 2006-07    | 22     | 4      | 3      | 2      | 2        | 0        | 7        | 1        | 34   | 7    |
| バイエルン・ミュンヘン   | 11         | ブンデスリーガ       | 2007-08    | 25     | 5      | 4      | 0      | 0        | 0        | 12       | 5        | 41   | 10   |
| バイエルン・ミュンヘン   | 11         | ブンデスリーガ       | 2008-09    | 24     | 6      | 3      | 1      | –        | –        | 4        | 2        | 31   | 9    |
| バイエルン・ミュンヘン   | 小計       | 小計                 | 小計       | 71     | 15     | 10     | 3      | 2        | 0        | 23       | 8        | 106  | 26   |
| バイエルン・ミュンヘンII | 11         | レギオナルリーガ南部 | 2007-08    | 2      | 0      | –      | –      | –        | –        | –        | –        | 2    | 0    |
| バイエルン・ミュンヘンII | 小計       | 小計                 | 小計       | 2      | 0      | –      | –      | –        | –        | –        | –        | 2    | 0    |
| 1.FCケルン               | 10         | ブンデスリーガ       | 2009-10    | 27     | 2      | 4      | 1      | –        | –        | –        | –        | 31   | 3    |
| 1.FCケルン               | 10         | ブンデスリーガ       | 2010-11    | 32     | 13     | 2      | 1      | –        | –        | –        | –        | 34   | 14   |
| 1.FCケルン               | 10         | ブンデスリーガ       | 2011-12    | 29     | 18     | 2      | 0      | –        | –        | –        | –        | 31   | 18   |
| 1.FCケルン               | 小計       | 小計                 | 小計       | 88     | 33     | 8      | 2      | –        | –        | –        | –        | 96   | 35   |
| アーセナルFC             | 9          | プレミアリーグ       | 2012-13    | 33     | 11     | 2      | 1      | 1        | 0        | 6        | 4        | 42   | 16   |
| アーセナルFC             | 9          | プレミアリーグ       | 2013-14    | 20     | 8      | 4      | 3      | 0        | 0        | 3        | 1        | 27   | 12   |
| アーセナルFC             | 9          | プレミアリーグ       | 2014-15    | 7      | 0      | 0      | 0      | 1        | 0        | 5        | 3        | 13   | 3    |
| アーセナルFC             | 小計       | 小計                 | 小計       | 60     | 19     | 6      | 4      | 2        | 0        | 14       | 8        | 82   | 31   |
| インテル・ミラノ         | 11         | セリエA              | 2014-15    | 17     | 1      | 1      | 0      | –        | –        | –        | –        | 18   | 1    |
| インテル・ミラノ         | 小計       | 小計                 | 小計       | 17     | 1      | 1      | 0      | –        | –        | –        | –        | 18   | 1    |
| ガラタサライ             | 11         | スュペル・リグ       | 2015-16    | 30     | 13     | 4      | 2      | 1        | 0        | 8        | 2        | 43   | 17   |
| ガラタサライ             | 11         | スュペル・リグ       | 2016-17    | 26     | 7      | 5      | 10     | 1        | 0        | -        | -        | 32   | 17   |
| ガラタサライ             | 小計       | 小計                 | 小計       | 56     | 20     | 9      | 12     | 2        | 0        | 8        | 2        | 75   | 34   |
| ヴィッセル神戸           | 10         | J1                   | 2017       | 15     | 5      | 1      | 0      | 2        | 0        | –        | –        | 18   | 5    |
| ヴィッセル神戸           | 10         | J1                   | 2018       | 24     | 5      | 1      | 0      | 1        | 2        | –        | –        | 26   | 7    |
| ヴィッセル神戸           | 10         | J1                   | 2019       | 13     | 5      | 3      | 0      | 1        | 2        | –        | –        | 17   | 7    |
| ヴィッセル神戸           | 小計       | 小計                 | 小計       | 52     | 15     | 5      | 0      | 4        | 4        | -        | -        | 61   | 19   |
| アンタルヤスポル         | 11         | スュペル・リグ       | 2019-20    | 9      | 2      | 2      | 0      | –        | –        | –        | –        | 11   | 2    |
| アンタルヤスポル         | 10         | スュペル・リグ       | 2020-21    | 31     | 4      | 5      | 1      | –        | –        | –        | –        | 36   | 5    |
| アンタルヤスポル         | 小計       | 小計                 | 小計       | 40     | 6      | 7      | 1      | -        | -        | -        | -        | 47   | 7    |
| グールニク・ザブジェ     | 10         | エクストラクラサ     | 2021-22    | 27     | 9      | 3      | 0      | –        | –        | –        | –        | 30   | 9    |
| グールニク・ザブジェ     | 10         | エクストラクラサ     | 2022-23    | 25     | 3      | 2      | 0      | -        | -        | –        | –        | 27   | 3    |
| グールニク・ザブジェ     | 10         | エクストラクラサ     | 2023-24    | 29     | 6      | 2      | 2      | -        | -        | -        | -        | 31   | 8    |
| グールニク・ザブジェ     | 10         | エクストラクラサ     | 2024-25    |        |        |        |        | -        | -        | -        | -        |      |      |
| グールニク・ザブジェ     | 小計       | 小計                 | 小計       | 81     | 18     | 7      | 2      | -        | -        | -        | -        | 88   | 20   |
| 合計                     | 合計       | 合計                 | 合計       | 495    | 163    | 53     | 27     | 11       | 4        | 45       | 18       | 602  | 210  |

### 代表での成績
出典
| ドイツ代表 | 国際Aマッチ | 国際Aマッチ |
| 年         | 出場        | 得点        |
| ---------- | ----------- | ----------- |
| 2004       | 8           | 2           |
| 2005       | 12          | 8           |
| 2006       | 17          | 12          |
| 2007       | 7           | 2           |
| 2008       | 16          | 7           |
| 2009       | 9           | 6           |
| 2010       | 14          | 5           |
| 2011       | 12          | 1           |
| 2012       | 11          | 1           |
| 2013       | 5           | 2           |
| 2014       | 10          | 1           |
| 2015       | 5           | 1           |
| 2016       | 3           | 0           |
| 2017       | 1           | 1           |
| 合計       | 130         | 49          |

### 代表での得点
出典
| #  | 開催日         | 開催地                           | 対戦国             | スコア | 結果 | 大会                                 |
| -- | -------------- | -------------------------------- | ------------------ | ------ | ---- | ------------------------------------ |
| 1  | 2004年12月21日 | タイ、バンコク                   | タイ               | 3-1    | 5-1  | 親善試合                             |
| 2  | 2004年12月21日 | タイ、バンコク                   | タイ               | 5-1    | 5-1  | 親善試合                             |
| 3  | 2005年3月26日  | スロベニア、リュブリャナ         | スロベニア         | 1-0    | 1-0  | 親善試合                             |
| 4  | 2005年6月4日   | 北アイルランド、ベルファスト     | 北アイルランド     | 4-1    | 4-1  | 親善試合                             |
| 5  | 2005年6月15日  | ドイツ、フランクフルト           | オーストラリア     | 4-2    | 4-3  | FIFAコンフェデレーションズカップ2005 |
| 6  | 2005年6月25日  | ドイツ、ニュルンベルク           | ブラジル           | 1-1    | 2-3  | FIFAコンフェデレーションズカップ2005 |
| 7  | 2005年6月29日  | ドイツ、ライプツィヒ             | メキシコ           | 1-0    | 4-3  | FIFAコンフェデレーションズカップ2005 |
| 8  | 2005年9月7日   | ドイツ、ベルリン                 | 南アフリカ共和国   | 1-0    | 4-2  | 親善試合                             |
| 9  | 2005年9月7日   | ドイツ、ベルリン                 | 南アフリカ共和国   | 3-1    | 4-2  | 親善試合                             |
| 10 | 2005年9月7日   | ドイツ、ベルリン                 | 南アフリカ共和国   | 4-2    | 4-2  | 親善試合                             |
| 11 | 2006年5月27日  | ドイツ、フライブルク             | ルクセンブルク     | 3-0    | 7-0  | 親善試合                             |
| 12 | 2006年5月27日  | ドイツ、フライブルク             | ルクセンブルク     | 5-0    | 7-0  | 親善試合                             |
| 13 | 2006年6月20日  | ドイツ、ベルリン                 | エクアドル         | 3-0    | 3-0  | 2006 FIFAワールドカップ              |
| 14 | 2006年6月24日  | ドイツ、ミュンヘン               | スウェーデン       | 1-0    | 2-0  | 2006 FIFAワールドカップ              |
| 15 | 2006年6月24日  | ドイツ、ミュンヘン               | スウェーデン       | 2-0    | 2-0  | 2006 FIFAワールドカップ              |
| 16 | 2006年9月2日   | ドイツ、シュトゥットガルト       | アイルランド       | 1-0    | 1-0  | UEFA EURO 2008予選                   |
| 17 | 2006年9月6日   | サンマリノ、セラヴァッレ         | サンマリノ         | 1-0    | 13-0 | UEFA EURO 2008予選                   |
| 18 | 2006年9月6日   | サンマリノ、セラヴァッレ         | サンマリノ         | 5-0    | 13-0 | UEFA EURO 2008予選                   |
| 19 | 2006年9月6日   | サンマリノ、セラヴァッレ         | サンマリノ         | 8-0    | 13-0 | UEFA EURO 2008予選                   |
| 20 | 2006年9月6日   | サンマリノ、セラヴァッレ         | サンマリノ         | 10-0   | 13-0 | UEFA EURO 2008予選                   |
| 21 | 2006年10月11日 | スロバキア、ブラチスラヴァ       | スロバキア         | 1-0    | 4-1  | UEFA EURO 2008予選                   |
| 22 | 2006年10月11日 | スロバキア、ブラチスラヴァ       | スロバキア         | 4-1    | 4-1  | UEFA EURO 2008予選                   |
| 23 | 2007年9月12日  | ドイツ、ケルン                   | ルーマニア         | 3-1    | 3-1  | 親善試合                             |
| 24 | 2007年11月17日 | ドイツ、ハノーファー             | キプロス           | 3-0    | 4-0  | UEFA EURO 2008予選                   |
| 25 | 2008年3月26日  | スイス、バーゼル                 | スイス             | 4-0    | 4-0  | 親善試合                             |
| 26 | 2008年6月8日   | オーストリア、クラーゲンフルト   | ポーランド         | 1-0    | 2-0  | UEFA EURO 2008                       |
| 27 | 2008年6月8日   | オーストリア、クラーゲンフルト   | ポーランド         | 2-0    | 2-0  | UEFA EURO 2008                       |
| 28 | 2008年6月12日  | オーストリア、クラーゲンフルト   | クロアチア         | 1-2    | 1-2  | UEFA EURO 2008                       |
| 29 | 2008年9月6日   | リヒテンシュタイン、ファドゥーツ | リヒテンシュタイン | 1-0    | 6-0  | 2010 FIFAワールドカップ・予選        |
| 30 | 2008年9月6日   | リヒテンシュタイン、ファドゥーツ | リヒテンシュタイン | 2-0    | 6-0  | 2010 FIFAワールドカップ・予選        |
| 31 | 2008年10月11日 | ドイツ、ドルトムント             | ロシア             | 1-0    | 2-1  | 2010 FIFAワールドカップ・予選        |
| 32 | 2009年3月28日  | ドイツ、ライプツィヒ             | リヒテンシュタイン | 4-0    | 4-0  | 2010 FIFAワールドカップ・予選        |
| 33 | 2009年5月29日  | 中国、上海                       | 中華人民共和国     | 1-1    | 1-1  | 親善試合                             |
| 34 | 2009年9月9日   | ドイツ、ハノーファー             | アゼルバイジャン   | 4-0    | 4-0  | 2010 FIFAワールドカップ・予選        |
| 35 | 2009年10月14日 | ドイツ、ハンブルク               | フィンランド       | 1-1    | 1-1  | 2010 FIFAワールドカップ・予選        |
| 36 | 2009年11月18日 | ドイツ、ゲルゼンキルヒェン       | コートジボワール   | 1-0    | 2-2  | 親善試合                             |
| 37 | 2009年11月18日 | ドイツ、ゲルゼンキルヒェン       | コートジボワール   | 2-2    | 2-2  | 親善試合                             |
| 38 | 2010年5月29日  | ハンガリー、ブダペスト           | ハンガリー         | 1-0    | 3-0  | 親善試合                             |
| 39 | 2010年6月13日  | 南アフリカ、ダーバン             | オーストラリア     | 1-0    | 4-0  | 2010 FIFAワールドカップ              |
| 40 | 2010年6月27日  | 南アフリカ、ブルームフォンテーン | イングランド       | 2-0    | 4-1  | 2010 FIFAワールドカップ              |
| 41 | 2010年9月7日   | ドイツ、ケルン                   | アゼルバイジャン   | 2-0    | 6-1  | UEFA EURO 2012予選                   |
| 42 | 2010年10月12日 | カザフスタン、アスタナ           | カザフスタン       | 3-0    | 3-0  | UEFA EURO 2012予選                   |
| 43 | 2011年9月2日   | ドイツ、ゲルゼンキルヒェン       | オーストリア       | 3-0    | 6-2  | UEFA EURO 2012予選                   |
| 44 | 2012年6月17日  | ウクライナ、リヴィウ             | デンマーク         | 1-0    | 2-1  | UEFA EURO 2012                       |
| 45 | 2013年5月29日  | アメリカ、マイアミ               | エクアドル         | 1-0    | 4-2  | 親善試合                             |
| 46 | 2013年5月29日  | アメリカ、マイアミ               | エクアドル         | 3-0    | 4-2  | 親善試合                             |
| 47 | 2014年6月6日   | ドイツ、マインツ                 | アルメニア         | 2-1    | 6-1  | 親善試合                             |
| 48 | 2015年3月25日  | ドイツ、カイザースラウテルン     | オーストラリア     | 2-2    | 2-2  | 親善試合                             |
| 49 | 2017年3月22日  | ドイツ、ドルトムント             | イングランド       | 1-0    | 1-0  | 親善試合                             |

## 獲得タイトル

### クラブ
1.FCケルン
- 2. ブンデスリーガ 1回 (2004-05)

バイエルン・ミュンヘン
- DFLリーガポカール 1回 (2007)
- ブンデスリーガ 1回 (2007-08)
- DFBポカール 1回 (2007-08)

アーセナルFC
- FAカップ 1回 (2013-14)

ガラタサライ
- テュルキエ・クパス 1回 (2015-16)
- テュルキエ・スペル・クパス（トルコ語版） 2回 (2015, 2016)

ヴィッセル神戸
- 天皇杯 JFA 全日本サッカー選手権大会：1回 (2019)

### 代表
ドイツ代表
- FIFAワールドカップ 1回 (2014)

### 個人
- 2. ブンデスリーガ得点王 1回 (2004-05)[19]
- FIFAワールドカップ最優秀若手選手 (2006[194])
- EURO2008 UEFA選定大会優秀選手[129]
- ジルバーネス・ロールベアブラット 3回 (2006[195], 2010[196], 2014[197])
- さいたまシティカップMVP 2回 (2008、2013)
- J1リーグ・ベストゴール賞：1回（2018年11月）